# Klubowe Mistrzostwa Krajów Nordyckich w piłce siatkowej mężczyzn (2011/2012)
Klubowe Mistrzostwa Krajów Nordyckich w piłce siatkowej mężczyzn 2011/2012 - 5. sezon rozgrywek o klubowe mistrzostwo krajów nordyckich organizowanych przez North European Volleyball Zonal Association (NEVZA). Zainaugurowane zostały 4 listopada 2011 roku i trwały do 28 stycznia 2012 roku.

## Drużyny uczestniczące
| VolleyLigaen                                                                          | VolleyLigaen |
| ------------------------------------------------------------------------------------- | ------------ |
| Middelfart VK                                                                         | 2            |
| Marienlyst Odense                                                                     | 3            |
| Gentofte Volley                                                                       | 5            |
| Hvidovre VK                                                                           | —            |
| 1. Mikasadeild                                                                        |              |
| HK                                                                                    | —            |
| Eliteserien                                                                           |              |
| Førde VBK                                                                             | 1            |
| Nyborg VBK                                                                            | 6            |
| IL Koll                                                                               | —            |
| Randaberg IL                                                                          | —            |
| Elitserien                                                                            |              |
| Linköpings VC                                                                         | 4            |
| Falkenbergs VBK                                                                       | 7            |
| Örkelljunga VK                                                                        | —            |
| Eik-ligan                                                                             |              |
| ÍF                                                                                    | —            |
| Oznaczenia: - kolumna druga – miejsce zajęte przez daną drużynę w poprzednim sezonie. |              |

## Faza grupowa

### Grupa 1 -Kópavogur
Tabela
| Lp. | Drużyna       | Pkt | Mecze | Mecze | Mecze | Sety | Sety | Sety  | Małe punkty | Małe punkty | Małe punkty |
| Lp. | Drużyna       | Pkt | M     | W     | P     | wyg. | prz. | ratio | zdob.       | str.        | ratio       |
| --- | ------------- | --- | ----- | ----- | ----- | ---- | ---- | ----- | ----------- | ----------- | ----------- |
| 1   | Middelfart VK | 4   | 2     | 2     | 0     | 6    | 0    | MAX   | 150         | 100         | 1.500       |
| 2   | HK            | 3   | 2     | 1     | 1     | 3    | 4    | 0.750 | 155         | 158         | 0.981       |
| 3   | ÍF            | 2   | 2     | 0     | 2     | 1    | 6    | 0.167 | 130         | 177         | 0.734       |

Źródło: nevza.com
Zasady ustalania kolejności: 1. liczba zdobytych punktów; 2. wyższy stosunek setów; 3. wyższy stosunek małych punktów.
Punktacja: zwycięstwo – 2 pkt; porażka – 1 pkt
Wyniki spotkań
| Data       | Drużyna 1     | Wynik | Drużyna 2     | Set 1 | Set 2 | Set 3 | Set 4 | Set 5 |
| ---------- | ------------- | ----- | ------------- | ----- | ----- | ----- | ----- | ----- |
| 04.11.2011 | HK            | 0:3   | Middelfart VK | 18:25 | 19:25 | 16:25 |       |       |
| 05.11.2011 | Middelfart VK | 3:0   | ÍF            | 25:17 | 25:15 | 25:15 |       |       |
| 06.11.2011 | ÍF            | 1:3   | HK            | 18:25 | 29:27 | 20:25 | 16:25 |       |

### Grupa 2 -Bergen
Tabela
| Lp. | Drużyna        | Pkt | Mecze | Mecze | Mecze | Sety | Sety | Sety  | Małe punkty | Małe punkty | Małe punkty |
| Lp. | Drużyna        | Pkt | M     | W     | P     | wyg. | prz. | ratio | zdob.       | str.        | ratio       |
| --- | -------------- | --- | ----- | ----- | ----- | ---- | ---- | ----- | ----------- | ----------- | ----------- |
| 1   | Nyborg VBK     | 5   | 3     | 2     | 1     | 8    | 4    | 2.000 | 281         | 262         | 1.073       |
| 2   | Örkelljunga VK | 5   | 3     | 2     | 1     | 7    | 4    | 1.750 | 267         | 248         | 1.077       |
| 3   | Hvidovre VK    | 4   | 3     | 1     | 2     | 6    | 8    | 0.750 | 291         | 313         | 0.930       |
| 4   | IL Koll        | 4   | 3     | 1     | 2     | 3    | 8    | 0.375 | 233         | 249         | 0.936       |

Źródło: nevza.com
Zasady ustalania kolejności: 1. liczba zdobytych punktów; 2. wyższy stosunek setów; 3. wyższy stosunek małych punktów.
Punktacja: zwycięstwo – 2 pkt; porażka – 1 pkt
Wyniki spotkań
| Data       | Drużyna 1   | Wynik | Drużyna 2      | Set 1 | Set 2 | Set 3 | Set 4 | Set 5 |
| ---------- | ----------- | ----- | -------------- | ----- | ----- | ----- | ----- | ----- |
| 04.11.2011 | Nyborg VBK  | 3:0   | IL Koll        | 25:17 | 25:22 | 25:21 |       |       |
| 04.11.2011 | Hvidovre VK | 1:3   | Örkelljunga VK | 25:19 | 19:25 | 22:25 | 22:25 |       |
| 05.11.2011 | IL Koll     | 0:3   | Örkelljunga VK | 21:25 | 27:29 | 15:25 |       |       |
| 05.11.2011 | Nyborg VBK  | 2:3   | Hvidovre VK    | 25:21 | 25:27 | 25:20 | 23:25 | 11:15 |
| 06.11.2011 | IL Koll     | 3:2   | Hvidovre VK    | 25:14 | 22:25 | 21:25 | 25:16 | 17:15 |
| 06.11.2011 | Nyborg VBK  | 3:1   | Örkelljunga VK | 26:24 | 25:21 | 20:25 | 26:24 |       |

### Grupa 3 -Falkenberg
Tabela
| Lp. | Drużyna         | Pkt | Mecze | Mecze | Mecze | Sety | Sety | Sety  | Małe punkty | Małe punkty | Małe punkty |
| Lp. | Drużyna         | Pkt | M     | W     | P     | wyg. | prz. | ratio | zdob.       | str.        | ratio       |
| --- | --------------- | --- | ----- | ----- | ----- | ---- | ---- | ----- | ----------- | ----------- | ----------- |
| 1   | Gentofte Volley | 3   | 2     | 1     | 1     | 5    | 4    | 1.250 | 202         | 205         | 0.985       |
| 2   | Falkenbergs VBK | 3   | 2     | 1     | 1     | 4    | 4    | 1.000 | 194         | 171         | 1.135       |
| 3   | Randaberg IL    | 3   | 2     | 1     | 1     | 4    | 5    | 0.800 | 179         | 199         | 0.899       |

Źródło: nevza.com
Zasady ustalania kolejności: 1. liczba zdobytych punktów; 2. wyższy stosunek setów; 3. wyższy stosunek małych punktów.
Punktacja: zwycięstwo – 2 pkt; porażka – 1 pkt
Wyniki spotkań
| Data       | Drużyna 1       | Wynik | Drużyna 2       | Set 1 | Set 2 | Set 3 | Set 4 | Set 5 |
| ---------- | --------------- | ----- | --------------- | ----- | ----- | ----- | ----- | ----- |
| 04.11.2011 | Randaberg IL    | 1:3   | Falkenbergs VBK | 14:25 | 17:25 | 25:22 | 15:25 |       |
| 05.11.2011 | Gentofte Volley | 2:3   | Randaberg IL    | 25:17 | 28:26 | 23:25 | 19:25 | 7:15  |
| 06.11.2011 | Falkenbergs VBK | 1:3   | Gentofte Volley | 25:20 | 23:25 | 21:25 | 28:30 |       |

### Grupa 4 -Linköping
Tabela
| Lp. | Drużyna           | Pkt | Mecze | Mecze | Mecze | Sety | Sety | Sety  | Małe punkty | Małe punkty | Małe punkty |
| Lp. | Drużyna           | Pkt | M     | W     | P     | wyg. | prz. | ratio | zdob.       | str.        | ratio       |
| --- | ----------------- | --- | ----- | ----- | ----- | ---- | ---- | ----- | ----------- | ----------- | ----------- |
| 1   | Marienlyst Odense | 3   | 2     | 1     | 1     | 5    | 4    | 1.250 | 194         | 194         | 1.000       |
| 2   | Linköpings VC     | 3   | 2     | 1     | 1     | 5    | 5    | 1.000 | 211         | 202         | 1.045       |
| 3   | Førde VBK         | 3   | 2     | 1     | 1     | 4    | 5    | 0.800 | 194         | 203         | 0.956       |

Źródło: nevza.com
Zasady ustalania kolejności: 1. liczba zdobytych punktów; 2. wyższy stosunek setów; 3. wyższy stosunek małych punktów.
Punktacja: zwycięstwo – 2 pkt; porażka – 1 pkt
Wyniki spotkań
| Data       | Drużyna 1         | Wynik | Drużyna 2         | Set 1 | Set 2 | Set 3 | Set 4 | Set 5 |
| ---------- | ----------------- | ----- | ----------------- | ----- | ----- | ----- | ----- | ----- |
| 04.11.2011 | Linköpings VC     | 2:3   | Førde VBK         | 23:25 | 25:21 | 17:25 | 25:22 | 13:15 |
| 05.11.2011 | Førde VBK         | 1:3   | Marienlyst Odense | 25:22 | 17:25 | 18:25 | 26:28 |       |
| 06.11.2011 | Marienlyst Odense | 2:3   | Linköpings VC     | 25:23 | 14:25 | 25:20 | 18:25 | 12:15 |

## Turniej finałowy
Wyniki spotkań
| Data       | Drużyna 1         | Wynik | Drużyna 2         | Set 1 | Set 2 | Set 3 | Set 4 | Set 5 |
| ---------- | ----------------- | ----- | ----------------- | ----- | ----- | ----- | ----- | ----- |
| 26.01.2012 | Gentofte Volley   | 3:0   | Middelfart VK     | 25:19 | 25:23 | 25:20 |       |       |
| 26.01.2012 | Marienlyst Odense | 3:2   | Nyborg VBK        | 25:20 | 22:25 | 28:26 | 21:25 | 15:12 |
| 27.01.2012 | Gentofte Volley   | 2:3   | Nyborg VBK        |       |       |       |       |       |
| 27.01.2012 | Marienlyst Odense | 3:1   | Middelfart VK     |       |       |       |       |       |
| 28.01.2012 | Middelfart VK     | 0:3   | Nyborg VBK        |       |       |       |       |       |
| 28.01.2012 | Gentofte Volley   | 2:3   | Marienlyst Odense |       |       |       |       |       |

## Klasyfikacja końcowa
| Miejsce | Drużyna           |
| ------- | ----------------- |
| 1       | Marienlyst Odense |
| 2       | Nyborg VBK        |
| 3       | Gentofte Volley   |
| 4       | Middelfart VK     |
| 5       | Falkenbergs VBK   |
| 6       | Linköpings VC     |
| 7       | Örkelljunga VK    |
| 8       | HK                |
| 9       | Hvidovre VK       |
| 10      | Førde VBK         |
| 11      | Randaberg IL      |
| 12      | ÍF                |
| 13      | IL Koll           |